# Echthronomas granulosa
Echthronomas granulosa är en stekelart som beskrevs av Gupta 1980. Echthronomas granulosa ingår i släktet Echthronomas och familjen brokparasitsteklar. Inga underarter finns listade i Catalogue of Life.